# An Elder Scrolls Legend: Battlespire
An Elder Scrolls Legend: Battlespire (дословно: Легенда древних свитков: Боевая башня) — ролевая компьютерная игра от первого лица, действия которой происходят во вселенной The Elder Scrolls. Игра была выпущена в 1997 году для PC.

## Сюжет
В Battlespire игрок может почувствовать себя в роли ученика, который в день своего заключительного экзамена в учебном здании боевых магов, названном Бэтлспайр (ориг. Battlespire, дословно: Пик сражений), обнаруживает, что армия даэдра во главе с Мерунесом Дагоном, вооружённая вселяющими страх Даэдрическими Полумесяцами, вторглась и уничтожила почти всех. Партнёр главного героя становится пленником Мерунеса Дагона. В течение семи уровней необходимо добраться до вершины Бэтлспайра, пройти реальности Обливиона и победить Дагона.

## Сетевая игра
Bethesda ввела возможность сетевой игры, которая включает в себя кооперативный режим. Сетевая игра была осуществлена через сеть Mplayer, в настоящее время известную как GameSpy. Хотя поддержка Mplayer/GameSpy прекращена, все ещё остаётся возможность запустить сетевую игру Battlespire с помощью клиента Kali для сетевой игры. Клиент сохраняет все возможности игры.
Battlespire использует графический движок XnGine в режиме 16-bit VESA 2.0, работая в DOS, были планы и даже реклама 3DFX версии игры, но они были прекращены перед выпуском Battlespire, который работал только в программном режиме.